# Paradoxe du menteur
En philosophie et en logique mathématique, le paradoxe du menteur est un paradoxe dérivé du paradoxe du Crétois (ou paradoxe d'Épiménide). Il consiste essentiellement en une phrase se qualifiant elle-même de mensonge. Elle ne peut être alors ni vraie ni fausse.

## Histoire

### Grèce antique
La plus ancienne formulation connue du paradoxe du menteur est attribuée à Épiménide le Crétois (VIIe siècle av. J.-C.) dans l'énoncé « Tous les Crétois sont des menteurs. », même si le paradoxe soulevé n’est pas nécessairement apparu immédiatement à l’époque. Cette phrase semble échapper au principe de non-contradiction car les deux possibilités suivantes sont absurdes :
- si Épiménide dit vrai alors il ment (puisque c’est un Crétois) ;
- s’il ment alors les Crétois ne sont pas des menteurs, donc ils disent la vérité et Épiménide aussi en particulier[3].

Aristote donne une solution au problème dans ses Réfutations sophistiques : on peut mentir en général, tout en disant la vérité sur un point particulier. La contradiction disparaît dès lors qu'on comprend la proposition ainsi : « Je dis vrai en disant que je mens » : la vérité en question n'est plus alors absolue, mais relative à un contenu déterminé ». Une ambiguïté naît donc de la confusion entre le langage et le métalangage (celui qui parle du langage dans lequel il parle au moment où il parle).
Cependant, il est possible de forcer la contradiction en faisant porter spécifiquement le mensonge sur la phrase qui l’énonce, comme dans cette citation d’Eubulide de Milet, un adversaire d’Aristote au IVe siècle av. J.-C. : 

« Un homme disait qu'il était en train de mentir. Ce que l'homme disait est-il vrai ou faux ? »

Chrysippe de Soles rédigea un traité sur Le menteur. En l'an 270 av. J.-C., Philétas de Cos serait mort d'insomnie complètement absorbé par le paradoxe du menteur, et en fera d'ailleurs un petit poème :

« Je suis Philétas de Cos,
C’est le (paradoxe du) Menteur qui m'a fait mourir
Et les mauvaises nuits qu’il m'a causées. »

Le problème est également soulevé par Cicéron.

### Dans la Bible
L'Épître à Tite, attribué à Saint Paul, fait allusion à ce paradoxe : « Quelqu'un d'entre eux, leur propre prophète, a dit : Les Crétois sont toujours menteurs, de méchantes bêtes, des ventres paresseux. » 
Au psaume 115 verset 11 de la Vulgate, il est écrit « ego dixi in excessu meo omnis homo mendax »[réf. nécessaire]. Ce passage se retrouve dans les autres versions de la Bible au chapitre 116 verset 11 du livre des Psaumes. Cet extrait est rendu comme suit « Je disais dans mon angoisse : Tout homme est trompeur. »
Saint Jérôme, auteur de la Vulgate, analyse le paradoxe plus tard[pas clair][précision nécessaire].

### Formulations récentes
De nombreuses formulations virent le jour par la suite. Parmi les plus récentes, citons « Épiménide, penseur crétois, émit une affirmation immortelle : Tous les Crétois sont des menteurs. » — Douglas Hofstadter.
Ce paradoxe pourrait être allongé par cet énoncé : « La phrase suivante est fausse. La phrase précédente est vraie ».

## Explication
Il peut être vu deux interprétations[pas clair][réf. nécessaire] :
- En tant qu'énoncé, cette phrase dit : « Cette phrase est fausse. » ;
- En tant que propos, il faut comprendre : « Je mens maintenant. »

Les interprètes modernes[Lesquels ?][réf. nécessaire] ont résolu ce paradoxe en l'étalant dans l'espace. En effet, tout ce qui peut être déduit de la citation d'Épiménide, c'est qu'elle est fausse ; en particulier tous les Crétois ne sont pas des menteurs, mais Épiménide, lui, en est un. Le paradoxe se résout ainsi, en l'étalant dans l'espace. Néanmoins la phrase, au présent, nécessiterait une analyse au même temps, avec toute l'instantanéité nécessaire à la résolution de l'assertion d'Épiménide.
En fait, la négation de « Tous les Crétois sont des menteurs. » n’est pas : « Tous les Crétois disent la vérité », mais : « Il existe au moins un Crétois qui dit la vérité » (et il faudrait même dire, dans le sens où menteur est utilisé jusqu'ici, « Il existe au moins un Crétois qui dit parfois la vérité »). Donc, il peut exister un ou plusieurs menteurs Crétois, mais il est vrai que celui-ci peut être Épiménide.
De manière analogue, le paradoxe « Je mens toujours » cesse de l'être lorsqu'il est étalé dans le temps : au moment où je dis « Je mens toujours », je mens nécessairement (sinon, il s'agit du même problème qu'avec Épiménide), ce qui implique que je ne mens pas toujours. Il n'y a pas de contradiction logique : il m'arrive de mentir, mais pas toujours[pas clair].
Le paradoxe du menteur devient plus intéressant lorsque la version suivante est considérée : « Je mens en ce moment même ». Si la phrase est vraie, alors c'est qu'elle est fausse. Mais si elle est fausse, alors elle devient vraie.
Cela indique que quand une phrase peut se prendre elle-même pour énoncé, cela peut conduire à une situation instable (voir pangramme autodescriptif).
Cette phrase réalise une action du fait de son énonciation, c'est une contradiction performative. Autre exemple : « je suis mort » (si je parle c'est que je suis encore vivant).
Le philosophe Alexandre Koyré, considère que  « Le menteur se présente comme un jugement antinomique typique : la vérité de la proposition affirmée entraîne, en effet, sa fausseté ; et sa fausseté entraîne, à son tour sa vérité. En fait, sous aucune de ces formes, le Menteur n'est-il un jugement antinomique. Mais - et c'est là le point important - la raison pour laquelle sa prétention à l'antinomie doit être récusée n'est pas dans les deux cas la même : L’Épiménide est un jugement contradictoire, un contre-sens ; le “je mens” n'est pas un jugement du tout. »
et : 
« Pour l'analyse correcte de l'Epiménide, il faut tenir compte : 1- du sens du jugement prononcé par Épiménide 2- du fait que c'est Épiménide qui le prononce. »
puis :
« Le jugement : “tous les Crétois” etc... est en quelque sorte interdit à Épiménide. Il ne peut pas le prononcer, ou, si l'on préfère, dans sa bouche il se pervertit et devient un contre-sens. Le cas n’est nullement unique ; si quelqu'un nous disait : “Le navire sur lequel je me suis embarqué a péri avec tout son équipage”, nous pourrions et devrions mettre en doute soit la vérité de l'assertion, soit la véracité de son auteur. »

## Approche par les mathématiques
La logique mathématique, par exemple le calcul des prédicats du premier ordre classique, échappe au paradoxe du menteur du fait de sa formalisation : les énoncés doivent être bien formés, soit des formules du langage considéré, et il n'est pas possible d'écrire dans celui-ci l'énoncé paradoxal qui est un énoncé du métalangage.
Les énoncés paradoxaux peuvent réapparaître via un codage de la logique formelle dans une théorie suffisamment riche pour cela, comme l'arithmétique ou la plupart des théories destinées à fonder les mathématiques, mais ce ne sont plus des paradoxes au sens où ils ne mènent plus à une contradiction.
Ainsi, Kurt Gödel fait référence explicitement au paradoxe du menteur dans l'article de 1931 sur ses deux célèbres théorèmes d'incomplétude : pour établir la preuve du premier théorème d'incomplétude, il parvient à coder une certaine forme de ce paradoxe du menteur (où cependant la démontrabilité remplace la vérité). Il n'y a plus de contradiction, mais on montre que l'énoncé ainsi construit n'est pas prouvable (et pour d'autres raisons, sa négation ne l'est pas non plus). Le théorème de Tarski illustre encore plus clairement cette démarche : cette fois il s'agit de montrer que l'on ne peut pas exprimer la vérité dans l'arithmétique, car sinon le paradoxe pourrait s'exprimer et fournirait une contradiction.
On peut tenter d'éclaircir le lien entre le paradoxe du menteur et l'incomplétude de certaines théories mathématiques. Quelqu’un dit « je mens », est-ce qu’il ment ? S’il ment c’est qu’il ne ment pas. S’il ne ment pas c’est qu’il ment. Ce qu’il dit affirme sa propre fausseté. On a vu que ce paradoxe peut être présenté sous une autre forme : la présente phrase qui commence par « la présente phrase » et finit par « est fausse » est fausse, ou plus simplement, « cette phrase est fausse ».
Une théorie est un ensemble de propositions. On peut la considérer comme une sorte de diseur de vérités. La théorie dit que toutes ses phrases sont vraies. Le paradoxe du menteur prouve qu’il y a des restrictions sur les capacités des diseurs de vérité quand ceux-ci sont capables de formuler des énoncés à propos de ce qu’ils disent. Supposons qu’un diseur de vérité soit capable de répondre par avance à toutes les questions sur ce qu’il va répondre. Posons-lui alors la question « à cette question vas-tu répondre non ? ». Qu’il réponde oui ou non, dans les deux cas il dit faux. Il ne peut donc pas répondre sans se tromper.
Il s’agit d’une incomplétude essentielle pour les théories et les diseurs de vérité. Ils ne peuvent pas dire toute la vérité sur tout ce qu’ils disent à partir du moment où leurs moyens d’expression sont suffisamment riches pour permettre de poser des questions telles que celle qui vient d’être citée. En résumé, dès qu’on peut poser à un diseur de vérité des questions telles que « À cette question, vas-tu répondre non ? », il ne peut pas à la fois toujours répondre et toujours dire la vérité.

## Variantes
Des variantes auto-référentielles avec plusieurs phrases sont possibles comme la carte de Jourdain, où est écrit d'un côté "la phrase de l'autre côté est vraie" et de l'autre côté "la phrase de l'autre côté est fausse". Ce mécanisme peut être généralisé avec un nombre fini quelconque de phrases qui peuvent être de contenus variés.
On peut aussi avoir des variantes infinitaires comme dans le paradoxe de Yablo où dans une suite infinie de phrases, chacune indique que toutes les phrases suivantes sont fausses.
De nombreuses variantes du paradoxe, présentées souvent sous forme d'énigmes ont été présentées par le logicien Raymond Smullyan dans plusieurs ouvrages, dont Quel est le titre de ce livre ?. Elles mettent souvent en scène des personnages mythiques d'une contrée éloignée dont certains disent toujours la vérité, certains mentent toujours et certains disent parfois le vrai parfois le faux, le problème est alors pour un voyageur les rencontrant de déterminer en un nombre minimal de questions (dont les réponses ne doivent être que oui ou non) qui est qui.
Le logicien George Boolos s'en est inspiré pour composer l'énigme la plus difficile du monde.

## Dans la culture
Dans le jeu vidéo Portal 2, GLaDOS tente d'éliminer Wheatley en lui proposant le paradoxe suivant : « Cette phrase est fausse. ». Cela échoue, car Wheatley, bien qu'étant une machine, est doté d'une I.A. trop simple pour tenter de résoudre le paradoxe. Sa réponse indique qu'il fait un choix arbitraire sans chercher à comprendre : « Vrai. Je choisis vrai. Ha. C'était facile. ». Juste après, GLaDOS tente un autre paradoxe qui malheureusement ne fonctionne pas non plus : « Ne pas analyser cette phrase. », mais Wheatley choisit vrai.
En s'inspirant du personnage de fiction Pinocchio, dont le nez s'allonge à chaque fois qu'il prononce un mensonge, le paradoxe du menteur peut se présenter en considérant celui-ci prononcer : « Mon nez va s'allonger ».
Ce paradoxe se retrouve également dans un passage de Martiens, Go Home! de Fredric Brown. À un scientifique qui déduit du comportement des envahisseurs martiens qu'ils ne peuvent pas mentir, l'un d'eux répond : « Je peux mentir ». Le scientifique analyse alors les possibilités du paradoxe et sombre dans le désespoir.
Dans l'épisode 7 de la saison 4 de la série TV Young Sheldon, Sheldon fait face à un écriteau sur la porte du bureau de son professeur de philosophie. il y est écrit « l'affirmation au dos est fausse ». De l'autre côté, il y écrit « l'affirmation au dos est vraie ».